# Kedung Otok
Kedung Otok is een bestuurslaag in het regentschap Jombang van de provincie Oost-Java, Indonesië. Kedung Otok telt 2833 inwoners (volkstelling 2010).